# 寒玉子爲治郎
寒玉子 爲治郎（かんたまご ためじろう、1888年2月27日 - 1948年4月5日）は、富山県礪波郡（現小矢部市）出身で友綱部屋に所属した大相撲力士。本名は土谷 爲治郎（つちや ためじろう）。最高位は西前頭9枚目（1916年5月場所）。現役時代の体格は166cm、90kg。得意手は突っ張り、押し。

## 来歴
四股名の由来は師匠の友綱が「体は小さいが、寒の玉子のようにじっと辛抱すれば必ず出世する」という願いを込めて名付けたものだという。その願い通り、初土俵からちょうど9年後に当たる1912年1月場所に見事入幕を果たした。幕内での活躍は少なく、幕内で勝ち越した場所はなく、十両との往復が続いたが、愛嬌のある人気力士だった。
1917年1月場所、元大関若嶌久三郎（6代楯山）の孫娘と結婚したのを機に、四股名を「若嶌」と改めたが、現役晩年は幕下まで陥落し、1920年5月場所に2勝3敗と負け越したのを最後に引退した。
引退後は品川にビリヤード場を開いたほか、両国国技館内でも飲食店を営んだ。

## 年譜
- 1903年1月場所 友綱部屋から初土俵を踏む。
- 1911年2月場所 新十両。
- 1912年1月場所 新入幕。
- 1920年5月場所 引退。

## 主な成績
- 番付在位場所数：36場所
- 幕内在位：9場所
- 幕内成績：20勝45敗3分4預18休　勝率.308
- 通算成績：45勝65敗5分6預18休　勝率.409[1]

### 場所別成績
| 1903年 （明治36年） | 西序ノ口36枚目 –          | 西序ノ口20枚目 –        |
| 1904年 （明治37年） | 東序ノ口8枚目 –           | 西序二段67枚目 –        |
| 1905年 （明治38年） | 東序二段27枚目 –          | 東序二段19枚目 –        |
| 1906年 （明治39年） | 西序二段16枚目 –          | 東三段目46枚目 –        |
| 1907年 （明治40年） | 西三段目37枚目 –          | 西三段目39枚目 –        |
| 1908年 （明治41年） | 西三段目14枚目 –          | 東三段目6枚目 –         |
| 1909年 （明治42年） | 東幕下57枚目 –            | 東幕下40枚目 –          |
| 1910年 （明治43年） | 東幕下22枚目 –            | 西幕下10枚目 4–0        |
| 1911年 （明治44年） | 西十両6枚目 2–1 1分1預    | 西十両筆頭 5–4 1預      |
| 1912年 （明治45年） | 東前頭17枚目 1–9          | 西十両2枚目 5–2 1分     |
| 1913年 （大正2年） | 西前頭14枚目 1–1–7 1分    | 西前頭17枚目 3–6 1分    |
| 1914年 （大正3年） | 西十両筆頭 4–1            | 西前頭14枚目 3–4–3      |
| 1915年 （大正4年） | 西前頭13枚目 1–7–1 1預    | 東十両筆頭 5–2          |
| 1916年 （大正5年） | 西前頭15枚目 4–4 2預      | 西前頭9枚目 5–5         |
| 1917年 （大正6年） | 東前頭12枚目 0–2–6 1分1預 | 東前頭17枚目 2–7–1      |
| 1918年 （大正7年） | 東十両筆頭 3–6            | 東十両9枚目 1–4         |
| 1919年 （大正8年） | 東幕下3枚目 0–0           | 西幕下27枚目 –          |
| 1920年 （大正9年） | 西幕下9枚目 2–2 1預       | 東幕下10枚目 引退 2–3–0 |
| 各欄の数字は、「勝ち-負け-休場」を示す。 優勝 引退 休場 十両 幕下 三賞：敢=敢闘賞、殊=殊勲賞、技=技能賞 その他：★=金星 番付階級：幕内 - 十両 - 幕下 - 三段目 - 序二段 - 序ノ口 幕内序列：横綱 - 大関 - 関脇 - 小結 - 前頭（「#数字」は各位内の序列） |                           |                         |

- 幕下以下の地位は小島貞二コレクションの番付実物画像による。

## 四股名変遷
- 寒玉子 爲治郎（かんたまご ためじろう）1903年1月場所 - 1911年5月場所
- 寒玉子 為治郎（- ためじろう）1912年1月場所
- 寒玉子 爲治郎（- ためじろう）1912年5月場所 - 1916年5月場所
- 若嶌 爲治郎（わかしま -）1917年1月場所 - 1917年5月場所
- 若嶌 爲右エ門（- ためえもん）1918年1月場所 - 1920年5月場所